# 1957 في إيطاليا
فيما يلي قوائم الأحداث التي وقعت خلال عام 1957 في إيطاليا.

## سياسة

### تعيين في المنصب
- 19 مايو – ألدو مورو Italian Minister of Education, Universities and Research ‏.

### انتهاء فترة المنصب
- 26 مارس – إنريكو دي نيكولا judge of the Constitutional Court of Italy  [لغات أخرى]‏، رئيس المحكمة  الدستورية في إيطاليا [الإنجليزية]‏.
- 15 مايو – ألدو مورو وزير العدل.
- 19 مايو – أنطونيو سينيي رئيس وزراء إيطاليا.

## أفلام
من الأفلام التي صدرت هذه السنة في إيطاليا:
- 10 مايو – ليالي كابيريا من إخراج فيديريكو فليني.
- 17 أكتوبر – حول العالم في 80 يوما من إخراج مايكل أندرسون (مخرج أفلام)، جون فارو.

## مواليد

### يناير
- 1 يناير – فيليبو جراندي دبلوماسي إيطالي.
- 2 يناير – بيبي جابياني
- 18 يناير – ماركو بوناميكو لاعب كرة سلة إيطالي.
- 20 يناير – إنريكو جيلاردي لاعب كرة سلة إيطالي.

### مارس
- 13 مارس – مارسيلينو لوكتشي متسابق دراجات نارية إيطالي.
- 14 مارس – فرانكو فراتيني سياسي إيطالي.
- 17 مارس – ماوريتسيو فيتالي متسابق دراجات نارية إيطالي.

### أبريل
- 6 أبريل – باولو نيسبولي
- 6 أبريل – جياني أوكليبو لاعب كرة مضرب إيطالي.

### مايو
- 9 مايو – فولفيو كولوفاتي لاعب كرة قدم إيطالي.
- 9 مايو – كلاوديو لوتيتو رائد أعمال إيطالي.
- 13 مايو – ستيفانو تاكوني لاعب كرة قدم إيطالي.
- 14 مايو – دانييلا ديسي
- 21 مايو – أوربانو كايرو رجل أعمال إيطالي.

### يونيو
- 2 يونيو – روبرتو فيسينتيني درّاج طريق إيطالي.
- 26 يونيو – بييترو باولو فيرديس لاعب ومدرب كرة قدم إيطالي.

### يوليو
- 19 يوليو – فرانكو برنارد

### أغسطس
- 19 أغسطس – تشيزاري برانديلي لاعب ومدرب كرة قدم إيطالي.

### سبتمبر
- 22 سبتمبر – جوزيبي ساروني درّاج طريق إيطالي.
- 26 سبتمبر – لويجي دي كانيو

### أكتوبر
- 8 أكتوبر – أنتونيو كابريني لاعب كرة قدم إيطالي.
- 11 أكتوبر – فرانكو كونيكو سائق رالي إيطالي.

### نوفمبر
- 25 نوفمبر – كاترينا دافينيو كاتبة إيطالية.

## وفيات

### فبراير
- 19 فبراير – موريس غارين (مواليد 1871)
- 20 فبراير – فرانشيسكو سولديرا (مواليد 1892) لاعب كرة قدم إيطالي.

### مارس
- 27 مارس – لورا غور (مواليد 1918) ممثلة إيطالية.

### يوليو
- 6 يوليو – روبيرتو كولومبو (مواليد 1927) متسابق دراجات نارية إيطالي.
- 19 يوليو – كورزيو مالابارته (مواليد 1898) كاتب إيطالي.
- 23 يوليو – جوزيبي توماسي دي لامبيدوزا (مواليد 1896)

### أغسطس
- 25 أغسطس – أومبيرتو سابا (مواليد 1883) شاعر إيطالي.

### أكتوبر
- 2 أكتوبر – لويجي جانا (مواليد 1883) درّاج طريق إيطالي.

### نوفمبر
- 1 نوفمبر – دانييلي أنجيلوني (مواليد 1875) لاعب كرة قدم إيطالي.
- 5 نوفمبر – جويدو مودا (مواليد 1885) لاعب ومدرب كرة قدم إيطالي.

### ديسمبر
- 26 ديسمبر – أنجيلو موتا (مواليد 1890) رجل أعمال إيطالي.